# Coppa Italia 2012-2013 (pallavolo femminile)
La Coppa Italia di pallavolo femminile 2012-2013 è stata la 35ª edizione della coppa nazionale d'Italia e si è svolta dal 9 gennaio al 17 marzo 2013. Al torneo hanno partecipato 8 squadre di club italiane e la vittoria finale è andata per la prima volta al River Volley.

## Regolamento
Originariamente la competizione prevedeva una fase preliminare a gironi dove partecipavano tutte le dodici squadre di Serie A1: tuttavia a causa di problemi legati al tesseramento delle atlete straniere la competizione non è potuta partire nel mese di settembre 2012 e la prima fase è stata cancellata. Le squadre qualificate alla Coppa Italia quindi sono state le prime otto classificate alla fine della regular season del campionato di Serie A1 e hanno disputato quarti di finale, con gare d'andata e ritorno e Final Four, con semifinali e finali.

## Torneo

### Tabellone
|  | Quarti di finale | Quarti di finale  | Quarti di finale |       |                  | Semifinali    | Semifinali | Semifinali |  |  | Finali | Finali        | Finali |
|  |                  |                   |                  |       |                  |               |            |            |  |  |        |               |        |
|  | 1                | Busto Arsizio     | 2 - 3            |       |                  |               |            |            |  |  |        |               |        |
|  | 8                | Imoco             | 3 - 1            |       |                  |               |            |            |  |  |        |               |        |
|  | 8                | Imoco             | 3 - 1            |       | 1                | Busto Arsizio | 2          |            |  |  |        |               |        |
|  |                  |                   |                  |       | 1                | Busto Arsizio | 2          |            |  |  |        |               |        |
|  |                  | 5                 | Villa Cortese    | 3     |                  |               |            |            |  |  |        |               |        |
|  | 4                | 5                 | Villa Cortese    | 3     | Universal Modena | 0 - 3         |            |            |  |  |        |               |        |
|  | 4                |                   |                  |       | Universal Modena | 0 - 3         |            |            |  |  |        |               |        |
|  | 5                | Villa Cortese     | 3 - 0            |       |                  |               |            |            |  |  |        |               |        |
|  |                  |                   |                  |       |                  |               |            |            |  |  | 5      | Villa Cortese | 0      |
|  |                  |                   | 3                | River | 3                |               |            |            |  |  |        |               |        |
|  | 2                | Bergamo           | 3 - 3            |       |                  |               |            |            |  |  |        |               |        |
|  | 7                | Robursport Pesaro | 0 - 1            |       |                  |               |            |            |  |  |        |               |        |
|  | 7                | Robursport Pesaro | 0 - 1            |       | 2                | Bergamo       | 1          |            |  |  |        |               |        |
|  |                  |                   |                  |       | 2                | Bergamo       | 1          |            |  |  |        |               |        |
|  |                  | 3                 | River            | 3     |                  |               |            |            |  |  |        |               |        |
|  | 3                | 3                 | River            | 3     | River            | 3 - 3         |            |            |  |  |        |               |        |
|  | 3                |                   |                  |       | River            | 3 - 3         |            |            |  |  |        |               |        |
|  | 6                | Chieri Torino     | 0 - 1            |       |                  |               |            |            |  |  |        |               |        |

### Risultati

#### Quarti di finale

##### Andata
| 8 gennaio 2013 - ore 18:00 PalaRuffini, Torino      | Chieri Torino     | 0 - 3 | River            | 17-25, 24-26, 18-25               |
| 9 gennaio 2013 - ore 18:00 PalaVerde, Villorba      | Imoco             | 3 - 2 | Busto Arsizio    | 25-14, 17-25, 25-19, 21-25, 21-19 |
| 9 gennaio 2013 - ore 18:00 PalaBorsani, Castellanza | Villa Cortese     | 3 - 0 | Universal Modena | 25-17, 25-23, 25-22               |
| 9 gennaio 2013 - ore 18:00 PalaCampanara, Pesaro    | Robursport Pesaro | 0 - 3 | Bergamo          | 17-25, 17-25, 24-26               |

##### Ritorno
| 13 gennaio 2013 - ore 18:00 PalaYamamay, Busto Arsizio | Busto Arsizio    | 3 - 1 | Imoco             | 25-18, 23-25, 25-19, 25-22           |
| 13 gennaio 2013 - ore 18:00 PalaPanini, Modena         | Universal Modena | 3 - 0 | Villa Cortese     | 25-23, 25-22, 25-20 Golden Set: 4-15 |
| 13 gennaio 2013 - ore 18:00 PalaNorda, Bergamo         | Bergamo          | 3 - 1 | Robursport Pesaro | 25-20, 19-25, 25-18, 25-19           |
| 13 gennaio 2013 - ore 18:00 PalaBanca, Piacenza        | River            | 3 - 1 | Chieri Torino     | 25-20, 19-25, 25-18, 25-19           |

#### Semifinali
| 16 marzo 2013 - ore 17:00 PalaWhirlpool, Varese | Busto Arsizio | 2 - 3 | Villa Cortese | 21-25, 25-23, 22-25, 25-19, 11-15 |
| 16 marzo 2013 - ore 20:00 PalaWhirlpool, Varese | Bergamo       | 1 - 3 | River         | 19-25, 25-19, 14-25, 19-25        |

#### Finale
| 17 marzo 2013 - ore 17:00 PalaWhirlpool, Varese | Villa Cortese | 0 - 3 | River | 22-25, 21-25, 25-20 |